# John Francis Macnab
John Francis Macnab, britanski general, * 1906, † 1980.